# 하명희 (소설가)
하명희는 대한민국의 소설가, 출판 기획자이다.

## 시상
- 2009 『문학사상』 신인상 「꽃 땀」.
- 2014 제22회 전태일 문학상 장편소설 『나무에게서 온 편지』[1].
- 2016 제6회 조영관문학창작기금 수상[2].
- 2019 제22회 한국가톨릭문학상 신인상[3].
- 2019 제12회 백신애 문학상 『불편한 온도』[4].

## 작품
- 「꽃 땀」, 『문학사상』, 2009. 7, 단편.
- 「목발」, 『문학사상』, 2010. 3, 단편.
- 「섬 한 채」, 『문학사상』, 2011. 8, 단편.
- 「까막편지를 읽는 법」, 『좌파』, 2014. 10, 단편.
- 「기어오르는 새벽」, 『리얼리스트 100』, 2015. 상반기. 단편.
- 「불편한 온도」, 『황해문화』, 2015. 겨울호. 단편.
- 『나무에게서 온 편지』, 사회평론, 2014, 장편소설.
- 『불편한 온도』, 강, 2018, 중단편소설집.
- 『고요는 어디 있나요』, 북치는소년, 2019, 중단편소설집.
- 「손수건」, 박효명, 전혜진, 정도경, 정지영, 표명희, 하명희 저, 『5월 18일, 잠수함 토끼 드림 -우리학교 소설읽는 시간』, 우리학교, 2020. 단편.
- 「십일월이 오면」, 하명희, 조해진, 임솔아, 이승은, 오수연 외 3명 저, 『여덟 편의 안부 인사』, 강, 2021. 단편.
- 「숨을 참는 시간: 연극인의 일」, 김종진, 박내현, 박점규, 박혜리, 변정윤, 송경동, 시야, 연정, 이다혜, 이병희, 정슬기, 정윤영, 정창조, 하명희, 희정 저, 익천문화재단 길동무,직장갑질119(기획, 『숨을 참다 - 코로나 시대 우리 일』, 후마니타스, 2022. 르포.
- 「오래된 서점에서」, 『선량하고 무해한 휴일 저녁의 그들: 9인 테마소설집』, 김이정, 박형숙, 반수연, 부희령, 이경란, 이성아, 이수경 ,이후경, 하명희 저, 강, 2023. 단편.
- 『슬픈 구름. 복간(원제: 나무에게서 온 편지)』, 강, 2024, 장편소설.
- 「편지의 시절」, 『출간기념 파티 교유서가 10주년 기념 소설집』, 고은규, 김종광, 김학찬, 박이강, 반수연, 방우리, 부희령, 이경란, 정명섭, 채기성, 하명희, 한지혜, 이상욱 저, 고유서가, 2024. 단편.
- 『밤 그네』, 교유서가, 2024, 중단편소설집.
- 「아다지오 칸타빌레」, 『베토벤을 읽다』, 김도일, 백가흠, 이수경, 하명희, 권상진 저 외 3명, 득수, 2025. 단편.